# Jonkvrouwschans
De Jonkvrouwschans of Jufferschans was de meest oostelijke schans van de Passageule-Linie. Ze bevond zich in de buurtschap Ponte, iets ten noorden van de Passageule, op 800 m ten zuiden van de kom van IJzendijke.
De schans werd aangelegd in 1604 door de Staatsen, nadat deze het gebied hadden veroverd. Doel van deze schans was om de vesting IJzendijke te beschermen tegen Spaanse invallen. Menno van Coehoorn en Simon Stevin waren de ontwerpers van deze schans.
De schans is vernoemd naar het Jonkvrouwengat, een voormalige zeegeul en vaarweg, die zich ten oosten van IJzendijke bevond.
In 1913 werd hier een villa in Italiaanse stijl gebouwd met de naam: Jufferschans. Sinds 1976 was deze villa verlaten en aan het verval prijsgegeven. In december 2012 werd de villa uiteindelijk gesloopt.